# The Georgians
The Georgians (sv: Georgierna) är ett georgisk band bestående av Giorgi Amasjukeli (bas, sång), Giorgi Tikaradze (gitarr), Atji Kevlisjvili (gitarr), Alexander Kochiasjvili (trummor) och Irakli Kapanadze (keyboard). Bandet bildades den 23 mars 2006 i Georgiens huvudstad Tbilisi. Bandet har givit över 100 konserter i kaukasusregionen. I februari 2011 deltog de i den georgiska nationella uttagningen till Eurovision Song Contest 2011 med låten "Loved, Seen, Dreaming".

### Fotnoter
1. ↑  ”Arkiverade kopian”. Arkiverad från originalet den 16 februari 2011. https://web.archive.org/web/20110216132957/http://esctoday.com/news/read/16760. Läst 13 februari 2011.
2. ↑  http://www.eurovision-georgia.ge/national_contest/TheGeorgians.aspx?LanguageID=2